# 42 Isis
42 Isis (mednarodno ime je tudi 42 Isis, starogrško starogrško Ίσις: Ísis) je velik asteroid tipa S v glavnem asteroidnem pasu. 

## Odkritje
Asteroid je odkril Norman Robert Pogson (1829 – 1891) 23. maja 1856. Ime je dobil po Izidi (Izis), ki je grško ime boginje iz staroegipčaske mitologije. 

## Lastnosti
Asteroid Isis obkroži Sonce v 3,82 letih. Njegova tirnica ima izsrednost 0,223, nagnjena pa je za 8,530 ° proti ekliptiki. Njegov premer je 100,2 km, okrog svoje osi pa se zavrti v 13,5970 urah .